# Heroes & Thieves
Heroes & Thieves är den amerikanska singer-songwritern Vanessa Carltons tredje album. Albumet släpptes 2007 på The Inc. Records.

## Låtlista
1. "Nolita Fairytale"  (Vanessa Carlton, Stephan Jenkins) – 3:28.
2. "Hands on Me"  (Carlton, Jenkins) – 3:01
3. "Spring Street"  (Carlton, Linda Perry) – 4:10
4. "My Best"  (Carlton) – 3:00
5. "Come Undone"  (Carlton, Jenkins) – 4:35
6. "The One" (featuring Stevie Nicks) (Carlton, Jenkins, Linda Perry) – 4:05
7. "Heroes & Thieves"  (Carlton) – 3:47
8. "This Time"  (Carlton, Perry) – 3:49
9. "Fools Like Me"  (Carlton) – 3:10
10. "Home"  (Carlton, Jenkins) – 5:38
11. "More than This"  (Carlton) – 4:48